# Sainte-Croix-de-Caderle
Sainte-Croix-de-Caderle este o comună în departamentul Gard din sudul Franței. În 2009 avea o populație de 121 de locuitori.

## Evoluția populației
| An        | 1975 | 1982 | 1990 | 1999 | 2006 | 2009 |
| --------- | ---- | ---- | ---- | ---- | ---- | ---- |
| Populație | 66   | 82   | 106  | 106  | 112  | 121  |